# Spaniens damlandslag i ishockey
Spaniens damlandslag i ishockey representerar Spanien i ishockey på damsidan och kontrolleras av det spanska ishockeyförbundet. 2011 fanns 63 registrerade kvinnliga ishockeyspelare i Spanien.

## Historik
Laget spelade sin första match i Cergy, där man förlorade mot ett sammansatt bayerskt delstatslag, med 1-10 .Samma dag vann spanskorna sin först amtch, då man slog Panthers Grefrath med 4-0. Deras första match mot ett annat landslag spelades den 22 maj 2009, då man förlorade med 1-3 mot Belgien.
2009 skulle laget ha spelat i världsmästerskapets Division V, som dock ställdes in  då ingen ville betala kostnaderna för turneringen. 
Spanien debuterade i stället i världsmästerskapet 2011, där man lottades mot Bulgarien, Irland, Polen och Turkiet i Sofia från 14-20 mars 2011.
- 15 mars 2011: Spanien 7-0 Turkiet  [5]
- 16 mars 2011: Spanien 7 - 0 Bulgarien  [6]
- 18 mars 2011: Polen 5 - 4 Spanien [7]
- 19 mars 2011: Spanien 14 - 0 Irland [8]

### Fotnoter
1. ↑  IIHF, http://www.iihf.com/iihf-home/countries/spain.html
2. 1 2  (spanska) Buenas vibraciones con el debut del hockey hielo femenino en Cergy, http://www.fedhielo.com/content/view/451/16/lang,es/ Arkiverad 21 mars 2012 hämtat från the Wayback Machine.
3. ↑  2009 Women's Division III, IV and V all Cancelled, http://forums.internationalhockey.net/showthread.php?t=7423 Arkiverad 23 juli 2011 hämtat från the Wayback Machine.
4. ↑  IIHF, http://www.iihf.com/channels1011/ww-v
5. ↑  (spanska) Cto. del Mundo Femenino de Hockey Hielo: España 7 - Turquía 0. Nuestras chicas debutan con victoria, http://www.fedhielo.com/content/view/1023/1/lang,es/ Arkiverad 5 oktober 2011 hämtat från the Wayback Machine.
6. ↑  (spanska) Cto. del Mundo Hockey Hielo Femenino: Bulgaria 0 - España 7, http://www.fedhielo.com/content/view/1024/1/lang,es/ Arkiverad 5 oktober 2011 hämtat från the Wayback Machine.
7. ↑  (spanska) España 4 - Polonia 5 - Un "Gol de Oro" en la prórroga impide el ascenso de la Selección Femenina, http://www.fedhielo.com/content/view/1025/1/lang,es/ Arkiverad 5 oktober 2011 hämtat från the Wayback Machine.
8. ↑  (spanska) España se despide de Bulgaria goleando a Irlanda, http://www.fedhielo.com/content/view/1026/1/lang,es/ Arkiverad 5 oktober 2011 hämtat från the Wayback Machine.